# Vendetta (Nevergreen-album)
A Vendetta a Nevergreen gothic-doom metal együttes tizenharmadik nagylemeze. A Hammer Music gondozásában jelent meg 2014-ben.  Az album az 5. helyre került a Mahasz Top 40 albumlistáján.
A hagyományokhoz hűen ezen az albumon is találunk földolgozást, mégpedig az Eurythmics: Sweet Dreams című számát.
Az albumon ismét helyet kaptak az angol nyelvű változatok is.

## Számlista
| Vendetta 2014 HM | Vendetta 2014 HM                | Vendetta 2014 HM | Vendetta 2014 HM | Vendetta 2014 HM | Vendetta 2014 HM | Vendetta 2014 HM | Vendetta 2014 HM | Vendetta 2014 HM | Vendetta 2014 HM |
|                  | Cím                             | Hossz            |                  |                  |                  |                  |                  |                  |                  |
| ---------------- | ------------------------------- | ---------------- | ---------------- | ---------------- | ---------------- | ---------------- | ---------------- | ---------------- | ---------------- |
| 1.               | Szemet szemért                  | 05:07            |                  |                  |                  |                  |                  |                  |                  |
| 2.               | A végső harcunk vár             | 03:54            |                  |                  |                  |                  |                  |                  |                  |
| 3.               | A szerelemben hiszek            | 04:38            |                  |                  |                  |                  |                  |                  |                  |
| 4.               | Ha elborít a vágy               | 03:00            |                  |                  |                  |                  |                  |                  |                  |
| 5.               | Seregek ura                     | 05:37            |                  |                  |                  |                  |                  |                  |                  |
| 6.               | Hamvak szárnyán                 | 03:06            |                  |                  |                  |                  |                  |                  |                  |
| 7.               | Szemem a köd                    | 03:38            |                  |                  |                  |                  |                  |                  |                  |
| 8.               | Loving to Death                 | 05:06            |                  |                  |                  |                  |                  |                  |                  |
| 9.               | More                            | 06:43            |                  |                  |                  |                  |                  |                  |                  |
| 10.              | Sweet Dreams (Eurythmics cover) | 03:51            |                  |                  |                  |                  |                  |                  |                  |
| 11.              | Para Bellum                     | 02:22            |                  |                  |                  |                  |                  |                  |                  |
| 12.              | Eye for an Eye                  | 05:05            |                  |                  |                  |                  |                  |                  |                  |
| 13.              | Rise for the Last Fight         | 03:54            |                  |                  |                  |                  |                  |                  |                  |
| 14.              | I Never Will Believe in Love    | 04:38            |                  |                  |                  |                  |                  |                  |                  |
| 15.              | Desire Calls for More           | 02:57            |                  |                  |                  |                  |                  |                  |                  |
| 16.              | God of War                      | 05:36            |                  |                  |                  |                  |                  |                  |                  |
| 17.              | Wings of Ashes                  | 03:06            |                  |                  |                  |                  |                  |                  |                  |
| 18.              | Eyes of the Fog                 | 03:36            |                  |                  |                  |                  |                  |                  |                  |
| 01:15:54         |                                 |                  |                  |                  |                  |                  |                  |                  |                  |

## Közreműködők
- Bob Macura – ének, basszusgitár
- Matláry Miklós – billentyűk
- Rusic Vladimir "Vladek" - gitár
- Kovács "Moti" Tamás – dob
- Simon Valentina "Tina"

## Kritikák, cikkek
- http://rockbook.hu/hirek/nevergreen-vendetta-2014-lemezkritika
- http://www.femforgacs.hu/kritika/3141/Nevergreen_Vendetta_2014
- https://web.archive.org/web/20150402174237/http://passzio.hu/modules.php?name=News&file=article&sid=30736
- http://www.hardrock.hu/?q=node/26306 Archiválva 2015. április 2-i dátummal a Wayback Machine-ben
- https://web.archive.org/web/20150402154512/http://boszorkanyvadasz.blogspot.hu/2014/05/a-nevergreen-vendetta-c-album-kritikaja.html
- http://rockstation.blog.hu/2014/05/21/a_nagy_egymasra_talalas_ismet_elmaradt_nevergreen_vendetta
- http://ricsandgreen.hu/nemegytipikusmetalzenekarnevergreen-interju20140904.rag Archiválva 2015. április 2-i dátummal a Wayback Machine-ben